# Norroy-le-Veneur
Norroy-le-Veneur é uma comuna francesa na região administrativa do Grande Leste, no departamento de Mosela. Estende-se por uma área de 8,45 km². Em 2010 a comuna tinha 1 069 habitantes (densidade: 126,5 hab./km²).1 hab/km².